# Acrobasis irrubriella
Acrobasis irrubriella is een vlinder uit de familie van de snuitmotten (Pyralidae). De wetenschappelijke naam van de soort werd voor het eerst geldig gepubliceerd in 1909 door Charles Russell Ely.